# قلعة الأندلس

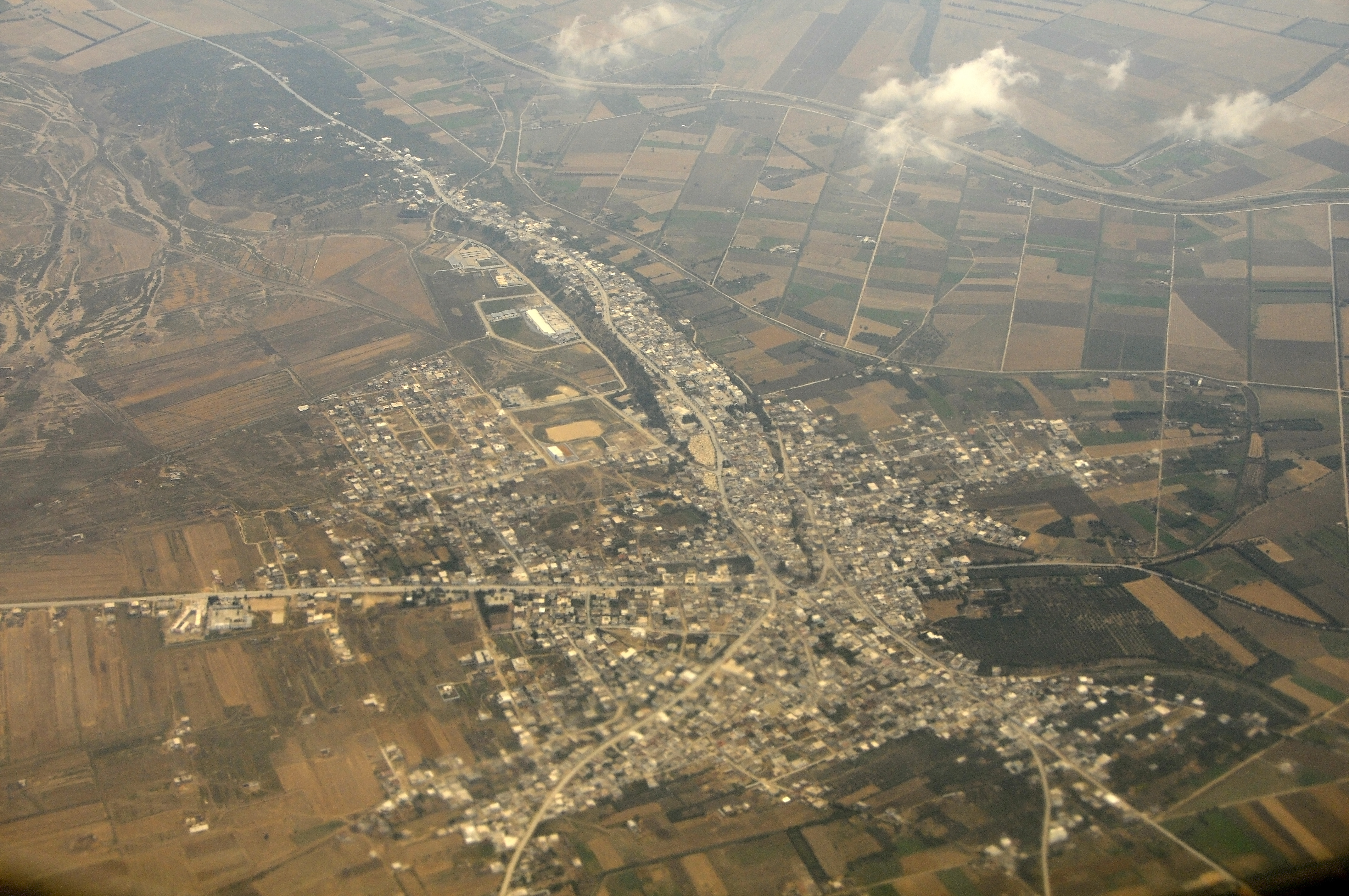
صورة جوّيّة لمدينة قلعة الأندلس

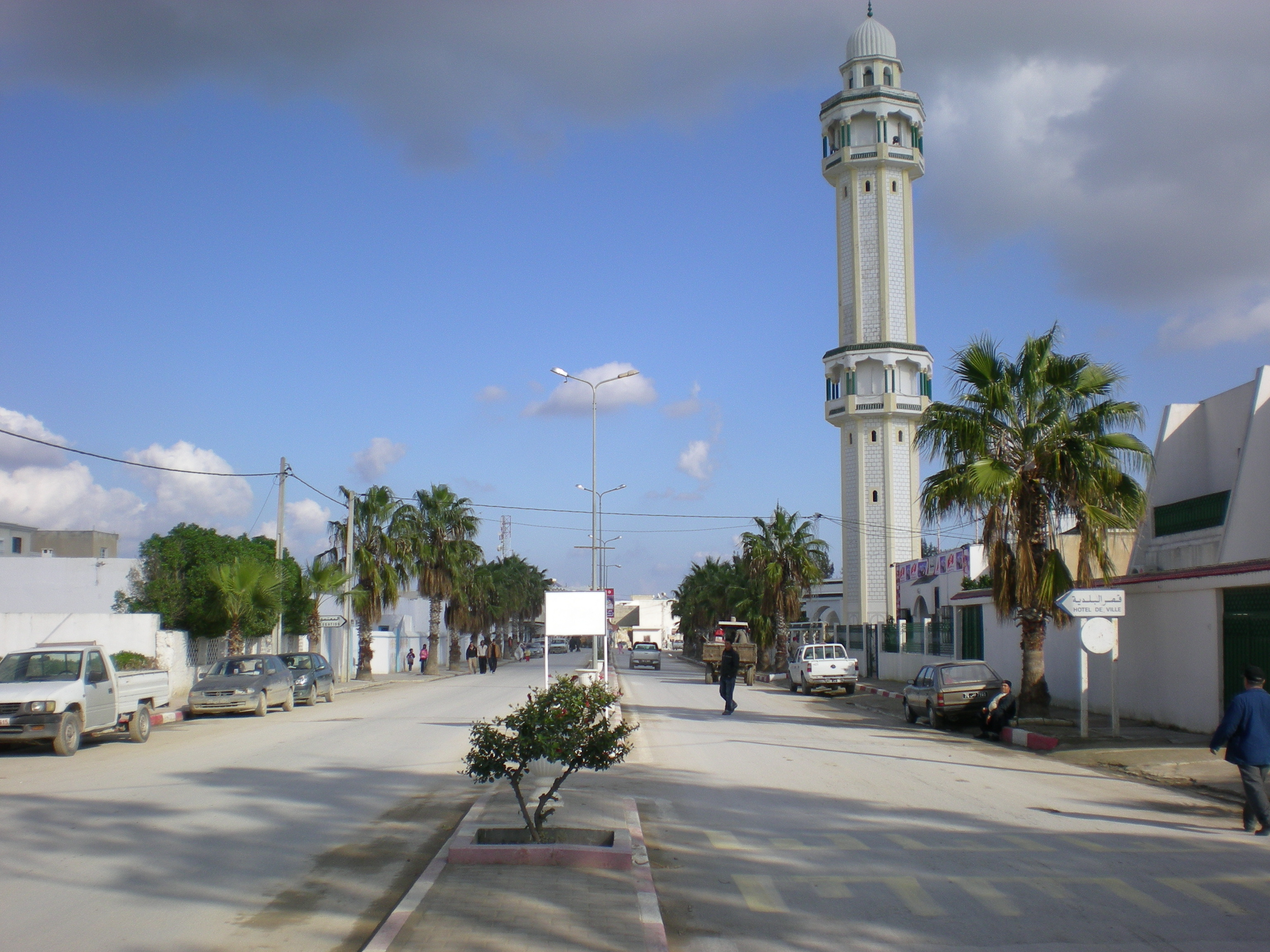
الشارع الرئيسي بقلعة الأندلس

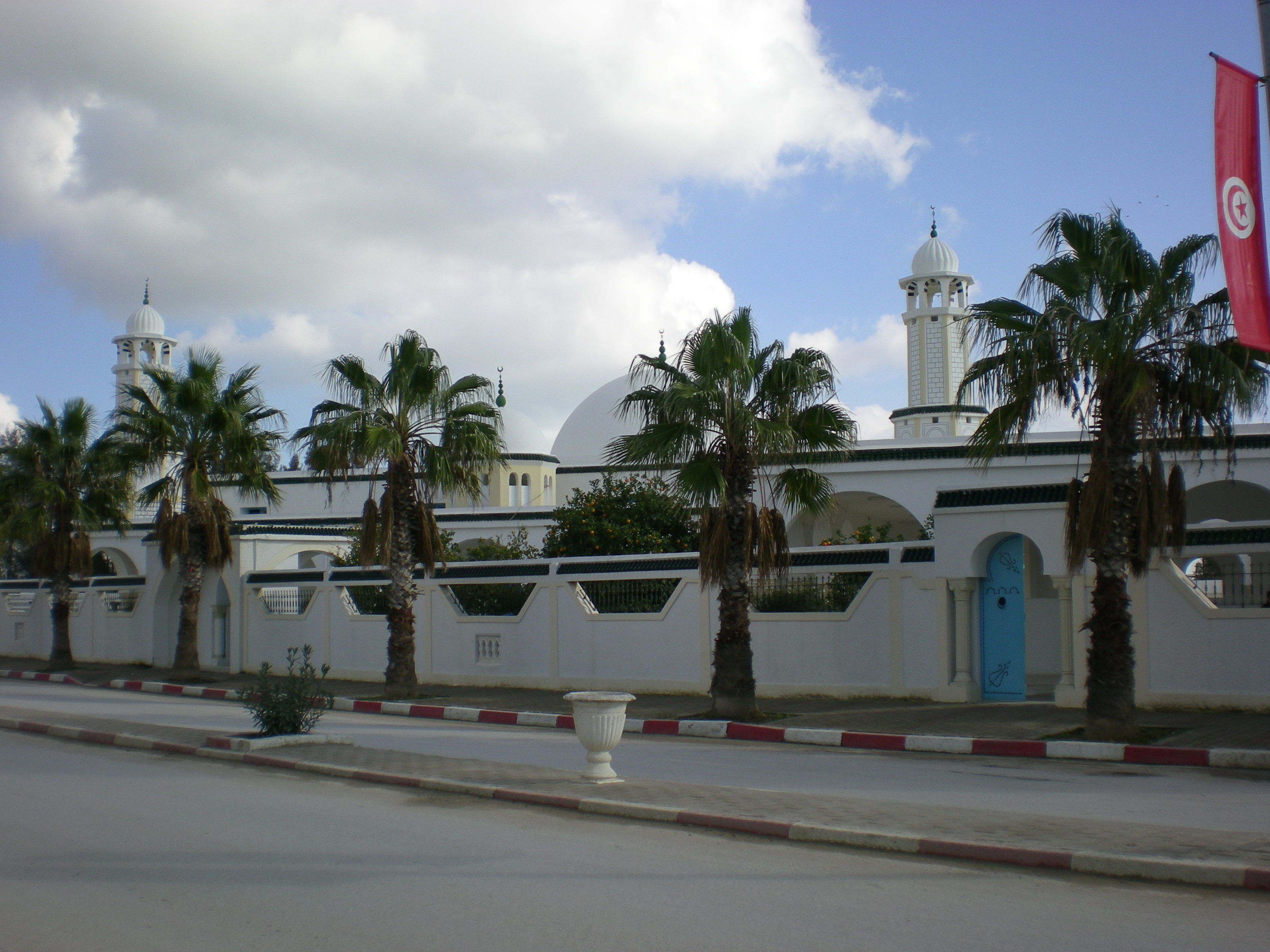
مسجد قرطبة بمدينة قلعة الأندلس

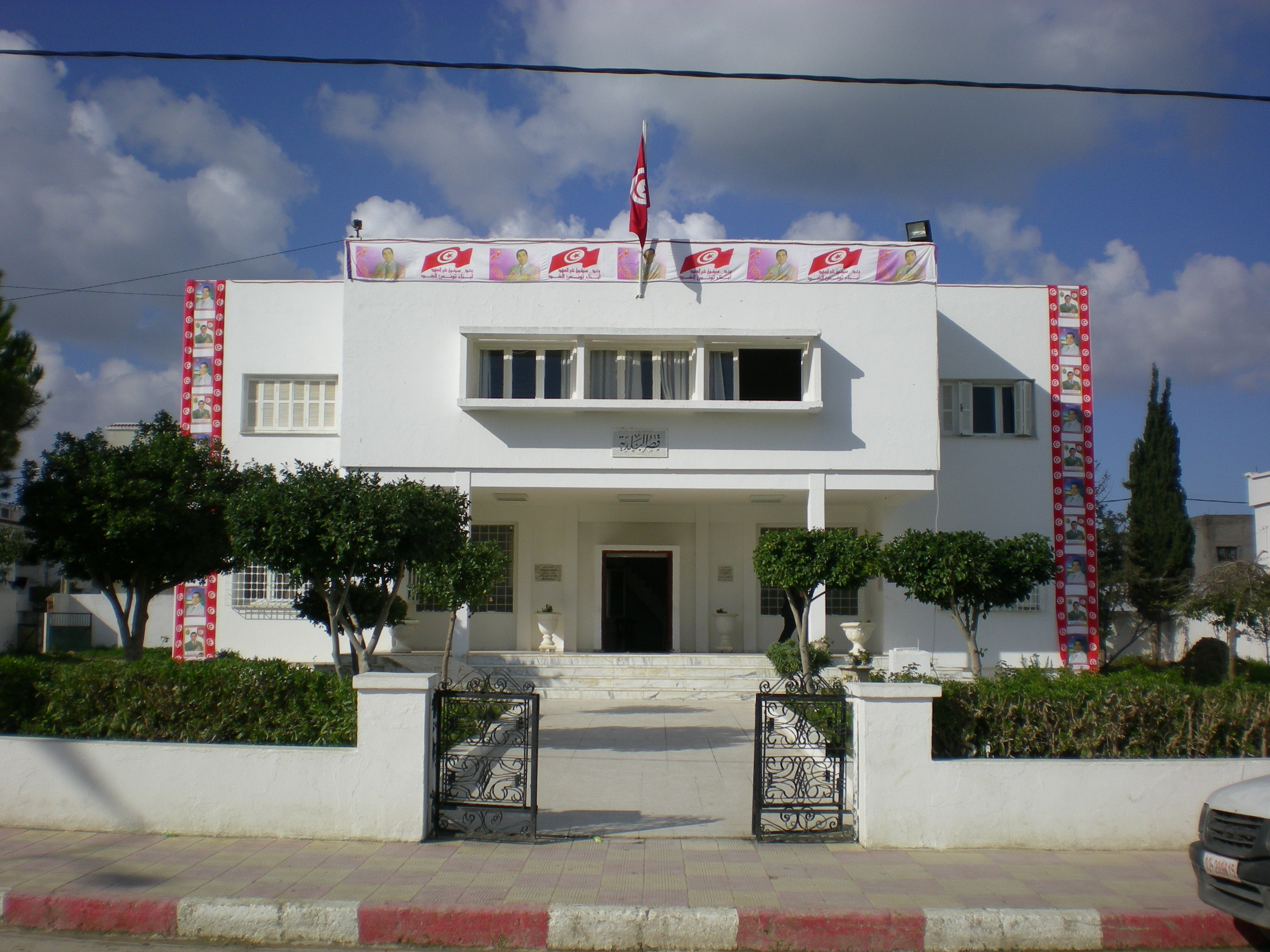
قصر بلدية قلعة الأندلس

قلعة الأندلس اشتهرت عند التونسيين ب القلعة هي بلدية تونسية تابعة لولاية أريانة تقع في شمال البلاد وشمال شرقي الولاية.

## اقتصاد
تعتمد بلدية قلعة الأندلس في اقتصادها على الفلاحة بشكل كبير مثل زراعة الخضر والمواشي .

## المؤسسات
توجد في بلدية تونس قلعة الأندلس مؤسسات مثل معهد قلعة الأندلس و دار ثقافة تقام فيها العديد من المهرجانات و المسرحيات الترفيهية و كذلك المكتبة العمومية و دور للديانة (حفظ القرآن و الترتيل) و مدارس و مقر بلدية و معتمدية .